# فيرينك لينغيل
فيرينك لينغيل (بالمجرية: Lengyel Ferenc)‏ هو مدرب كرة قدم ولاعب كرة قدم مجري في مركز الوسط، ولد في 9 سبتمبر 1966 في دوناويفاروش في المجر. لعب مع نادي بودابست هونفيد ونادي دوناويفاروش.